# كيفن باريت
 كيفين جيمس باريت (بالإنجليزية: Kevin Barrett)‏ (من مواليد فبراير 1959) هو محاضر جامعى اميركي سابق وهو متحول إلى الإسلام وهو عضو في الفريق العلمي للتحقيق حول 9/11 (SPINE)اللوحة العلمية للتحقق والإستقصاء، وعضو مؤسس للتحالف المسلم اليهودى المسيحيي (إنشاء 30 أكتوبر 2004 بهدف معلن هو تحسين «الحوار بين الأديان والتعايش، والتفاهم» في ضوء أحداث9/11.
في خريف عام 2006، قام باريت بتدريس فصل تمهيدي بعنوان «الإسلام: الدين والثقافة»، وهو بالطبع كورس قبل التخرج من الجامعة التي كان قد قام بها سابقا وهو يشغل مساعد بالتدريس معيد. قبل بداية الفصل الدراسي، أفيد انه يعتزم تخصيص أسبوع أو اثنين من الفصول الدراسية فئة الستة عشرة أسبوعا حول الهجمات الإرهابية 11 سبتمبر2001 الحرب على الإرهاب. واندلع الجدل عندما أصبح معروفا أن باريت كان يخطط لمناقشة نظريات المؤامرة في محاضراته.[إخفاق التحقق] وتم العثور على نشرة جامعية داخلية تقول انه «على الرغم من أن السيد باريت عرض مجموعة متنوعة من وجهات النظر، فإنه لم يناقش آراءه الشخصية في الفصول الدراسية»، وأنه تم اتباع المنهج الذي وافقت الجامعة عليه، التي تضمنت قسما عن الحرب على الإرهاب.
و نشرت رابطة مكافحة التشهير أسم باريت باعتباره واحدا من المروجين الرواد في مجال نظريات المؤامرة لهجمات 9/11 المعادية للسامية.

## النشأة
ولد باريت في ماديسون بولاية ويسكونسن في عام 1959 لبحار أوليمبى بيتر باريت (بحار) وأستاذة لوري باريت جامعة ويسكونسن وايت ووتر.

## التاريخ المعاصر
في أبريل وأكتوبر 2007، أتم باريت سلسلة من التعاقدات في ميشيغان وشيكاغو وويسكونسن مع وليام رودريغيز. وبعد شهر من هذه الجولة، أعلن باريت للصحافة عن نيته للسفر إلى المغرب ل"إلقاء القبض على المتهمين 9/11 باختطاف وليد الشهري." في أوائل أغسطس تحدث باريت في مؤتمر عقد في ماديسون، "ماهو المثير للجدل حول هجمات 9/11 لماذا نقول "لا" للفكرة التي تقول أن التقارير التليفزيونية الخاصة بهجمات مركز التجارة العالمي كانت مزورة.
في أوائل أكتوبر، بدأ باريت العمل على الموقع "WhereTheyLive.org — لمواجهة النخبة وعملائهم 
في الأماكن حيث يعيشون "[بحاجة لمصدر] كما جاء فيه مهمتها نشر عناوين منازل مقترفى الجرائم. ذ، وتخبط المشروع. وأعرب باريت عن سحر الرمز Vالمعبر في فيلم الثأر في مقابلة مع الإذاعة على الإنترنت، مضيفا أن الفصل العنصرى في جنوب إفريقيا قد انتهى خلال التهديد بالعنف، ومشيرا إلى أن السلطة السياسية تنمو من فوهة البندقية.
في وقت لاحق من ذلك الخريف، استقال باريت كرئيس ل MUJCA.
قدم باريت المهندس المعماري ريتشارد غيج (مهندس) في عرض «غيج لمخطط للحقيقة» حول 9/11: في جامعة إلينوي شيكاغو الحرم الجامعي في 30 مايو 2008.
باريت قام بإلغاء «حقيقة الجهاد» برنامج راديو الإنترنت على شبكة البث العامة بعض الوقت في عام 2008. اعتبارا من ديسمبر لم يعد البرنامج يظهر في الموعد المحدد لRBN وحذفت من قائمة RBN للبرامج المؤرشفة. وكانت محفوظات المشاركة المتاحة هي من منتصف يوليو، 2008. اعتبارا من شهر نوفمبر 2011، وحاليا فإن حقيقة الجهاد بدأت البث من راديو الحرية الأميركية.
«برنامج راديو الحيوي ديو» على شبكات اتصالات سفر التكوين توقف بثه بعد 21 نوفمبر 2008 المعرض. تم بثه على الهواء وكان آخر بث مباشر لباريت على هذا العرض في 7 نوفمبر.